# 唐閔帝
唐閔帝李從厚（914年—934年4月），小字菩薩奴，五代時期後唐皇帝，為後唐明宗李嗣源第三子，母昭懿皇后夏氏，有一胞兄李从荣。李嗣源因李從厚與自己相像，特別喜歡他。

## 生平
李從厚生于晋阳旧第，於李嗣源即位時，天成元年（926年），被任命为金紫光禄大夫，检校司徒。天成二年（927年），加检校太保、同平章事、河南尹，判六军诸卫事。天成三年（928年），授汴州宣武军节度使。天成四年（929年）移镇河东节度使。长兴元年（930年），改镇州成德节度使，封為宋王。长兴二年（931年），加检校太尉、兼侍中，移镇邺都。长兴三年（932年），加尚书令。後唐長興四年（933年）十一月，李嗣源病重，本為繼承人的秦王李從榮誤以為李嗣源已死，為確保能夠繼位，遂帶兵入宮，事敗被殺。李嗣源不得已，召時任天雄節度使的李從厚回京。李從厚自邺都返回洛阳，不久，李嗣源去世，十二月，李從厚繼位。次年（934年），改年號應順。
李從厚即帝位後，信任朱弘昭、馮贇等人，二人於應順元年（934年），調動各重要節度使，準備削藩，鳳翔節度使潞王李從珂恐懼，遂反，攻入京師洛陽。四月，李從厚杀死李从珂的儿子李重吉和女儿李惠明，出逃魏州，途经卫州，遇到河东节度使石敬瑭。石敬瑭無意救之。李从厚的亲随不满石敬瑭，抽刀要杀石敬瑭，结果反被石敬瑭的侍卫杀死。石敬瑭的部將劉知遠尽杀闵帝亲随，把闵帝安置在卫州後，不久離去。皇太后下令降閔帝為鄂王。不久闵帝為潞王李從珂派人所殺。後晉高祖石敬瑭稱帝後，將他諡為閔皇帝，与李从荣、李重吉同葬。不久，其墓被盗。
李從厚個性仁慈，對兄弟很和睦，雖遭李從榮忌恨，卻能坦誠相待，所以當時才能逃過一劫。本來與李從珂也沒有過節，只因輕易地聽信周遭人的讒言，才會招來大禍。

## 家庭

### 妻子
- 孔皇后

### 子女

#### 子
1. 李重哲等四子，孔后所生，被李从珂所杀。

## 延伸阅读
[在维基数据编辑]
 在维基文库阅读此作者作品
 《舊五代史·卷45》，出自薛居正《舊五代史》
 《新五代史/卷07》，出自歐陽修《新五代史》